# Judentum in Kuba

Sephardische Synagoge in Havanna – Gründungstafel: 1954–1960

Judentum in Kuba gibt es bereits seit der Entdeckung durch die Spanier 1492.

## Juden in der spanischen Kolonie Kuba
Die ersten sephardischen Juden kamen bereits 1492 mit Christoph Kolumbus nach Kuba. Dazu gehört nach Aussagen von Kolumbus Luis de Torres (kurz vor der Einschiffung getauft) und mit großer Wahrscheinlichkeit auch Rodrigo de Jerez. Auch Rodrigo de Triana, der Seemann, der das berühmte „Land in Sicht!“ („Tierra!“) rief, war jüdischer Abstammung.
Nach der Eroberung Granadas 1492 und dem Abschluss der Wiedereroberung Spaniens durch die katholischen Könige fand die Verfolgung der spanischen Juden (Sephardim) ihren vorläufigen Höhepunkt. Den spanischen Juden blieben nur zwei Möglichkeiten:
- die Auswanderung (meist nach Griechenland oder in die heutige Türkei)
- die formelle Annahme des Christentums (Converso).

Da die zum Christentum konvertierten Juden ihre tradierten Namen durch Ortsbezeichnungen u. a. ersetzen mussten, lässt sich heute aufgrund von spanischen Namen auf Kuba eine, wenn auch nicht sichere Aussage über die mögliche jüdische Abstammung von Familien treffen. So scheint auch der kubanische Nationalheld und -dichter José Martí jüdischer Herkunft gewesen zu sein.
Viele der unter diesem Zwang konvertierten Juden führten jedoch ihre Religion heimlich weiter fort. Die auch auf Kuba existierende spanische Inquisition machte ein offenes Bekenntnis zum Judentum unmöglich, so dass verlässliche Angaben über die Zahl der Juden auf Kuba bis in die Neuzeit kaum möglich sind. Mehr Informationen gibt es über die sogenannten „neuen Christen“, wobei offenbleibt, wie viele von ihnen insgeheim dem jüdischen Glauben treu blieben.
Da auch viele portugiesische Juden in die Antillen und nach Kuba auswanderten, wurde der Begriff Portugiese bald zu einem Synonym für Jude.
Tatsächlich war ein Überleben für die sephardischen Juden in den spanischen Kolonien einfacher als im Mutterland. Die allgemeine Korruption der spanischen Kolonialverwaltung und auch der Kirche machte es häufig möglich, sich von der drohenden Verfolgung freizukaufen. Selbst Ferdinand II. akzeptierte Geldzahlungen von Juden, die sich auf den Antillen niederlassen wollten, eine Regelung, die dann von seinem Enkel Karl V. 1518 annulliert wurde.
Bis ins 18. Jahrhundert verweisen Prozessakten der Inquisition auf die Verurteilung von kubanischen Juden, die sich zu ihrem Glauben bekannten. Besonders die kubanische Stadt Remedios scheint einen starken Bevölkerungsanteil jüdischer Herkunft gehabt zu haben.
Erst die Gründung der Kubanischen Republik 1902 als säkularer Staat gab den Juden auf Kuba die Möglichkeit zu uneingeschränkter Religionsausübung.

## Jüdische Einwanderung im 20. Jahrhundert
Im 20. Jahrhundert kam es zu größeren Einwanderungen von Menschen jüdischer Abstammung nach Kuba.

### Einwanderung aus Osteuropa
In den 1920er Jahren gab es starke Einwanderungen aus Rumänien, Litauen, Russland und Polen. Ursache waren die in den Herkunftsländern herrschende Judenfeindlichkeit und/oder wirtschaftliche Not. Viele der eingewanderten Juden wollten eigentlich in die USA, scheiterten jedoch an den dort herrschenden Einwanderungsquoten. In der Bevölkerung wurden diese Juden selten mit ihrer Religion identifiziert, sondern unabhängig von ihrer Herkunft als Polen bezeichnet.

### Jüdische Immigration 1933–1945

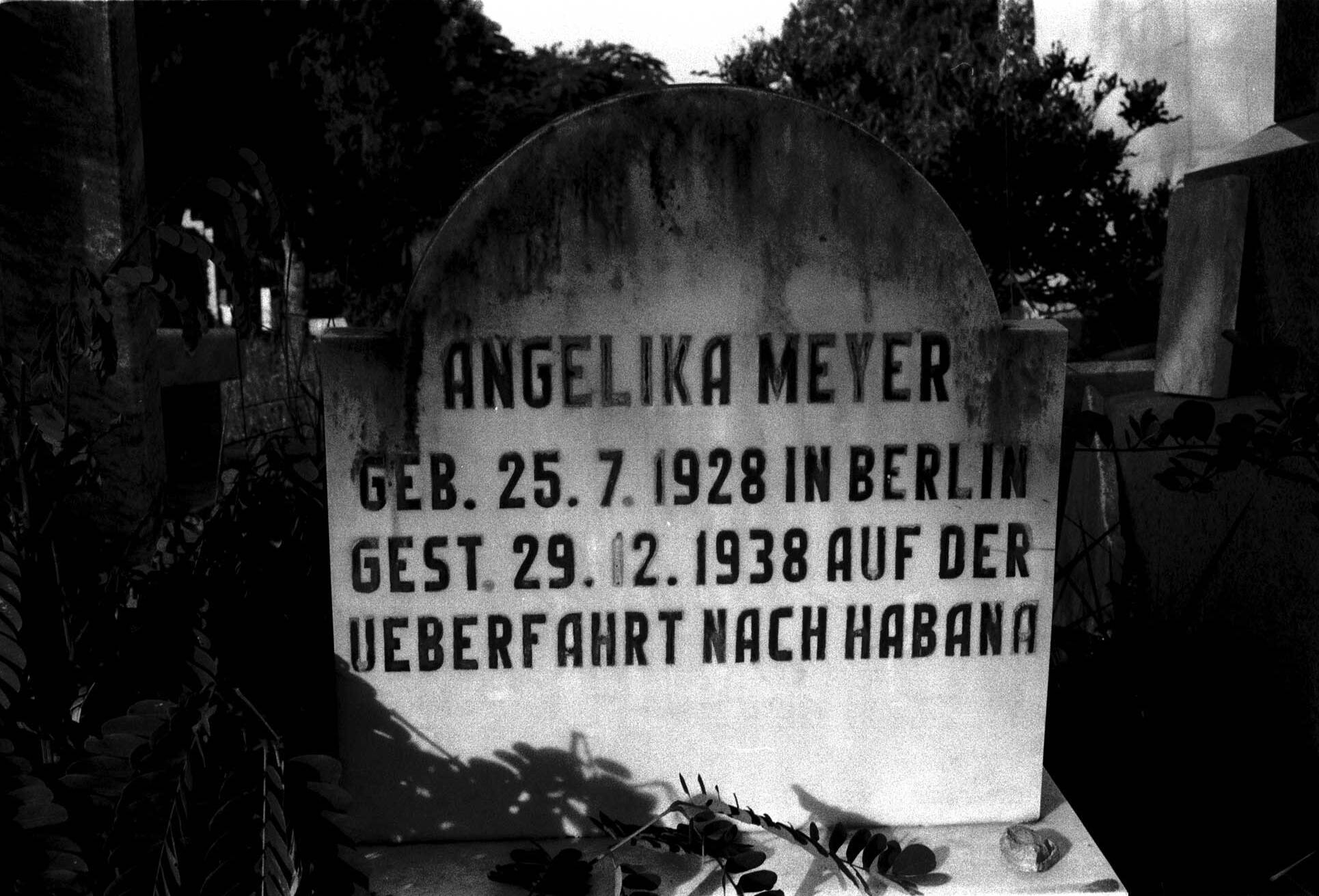
Grabstein – jüdischer Friedhof in Havanna

Nach der Machtergreifung der Nationalsozialisten in Deutschland gab es eine Einwanderungswelle aus Deutschland, so dass zwischen 1933 und 1950 ca. 20.000 Juden auf Kuba lebten.
Seit 1933 hatte die kubanische Regierung über die Arbeitsgesetzgebung die Einwanderung von Ausländern verhindert. Trotz der strikten Einwanderungsbeschränkungen der kubanischen Regierung gelang es etwa 11.000 jüdischen Flüchtlingen, die Nazi-Zeit auf Kuba zu überleben. Ein Teil war aus den USA ausgewiesen worden, wohin sie mit einem Touristenvisum gereist waren. Andere waren direkt nach Kuba gereist, ebenfalls in der Hoffnung, von dort aus in die USA zu kommen. Von Kuba aus betrieben sie ihre Einwanderung in die USA. Sie verfügten lediglich über ein Transitvisum, das ihnen vorübergehenden Aufenthalt auf Kuba bis zur Ausreise ermöglichte. Durch Bestechung oder Ausnutzung von Gesetzeslücken gelang es vielen, einen gesicherten Status auf Kuba zu bekommen.

### Das FlüchtlingsschiffSt. Louis
Ein besonders tragisches Ereignis ist die Zurückweisung von über 900 deutschen Juden, die, am 27. Mai 1939 mit der St. Louis von Hamburg kommend, die Hoffnung hatten, über Kuba letztlich in die USA einreisen zu können.

Gegen Bestechung waren Juden in Deutschland Touristenvisa ausgestellt worden, die dann jedoch wegen einer kurz zuvor vorgenommenen Änderung der kubanischen Visabestimmungen keine Einwanderung nach Kuba ermöglichten. Die Schifffahrtsgesellschaft HAPAG wusste von der Ungültigkeit der Visa und führte trotzdem die Fahrt durch. Sowohl die kubanische Regierung unter Federico Laredo Brú als auch die US-Regierung unter Franklin D. Roosevelt weigerten sich, die Flüchtlinge aufzunehmen. Lediglich 29 Passagiere der St. Louis durften auf Kuba bleiben, die übrigen konnten nach einer Irrfahrt in Antwerpen von Bord gehen und in Belgien, den Niederlanden, Großbritannien und Frankreich Zuflucht finden. Dem Kapitän der St. Louis, Gustav Schröder, ist es zu verdanken, dass die jüdischen Passagiere nicht nach Deutschland zurückkehren mussten. Nach der Besetzung der europäischen Nachbarstaaten durch deutsche Truppen führte für viele von ihnen der Weg dennoch in die Vernichtungslager. Den Nazis diente die Irrfahrt der St. Louis dazu, die angeblich „weltweite Unbeliebtheit der Juden“ zu demonstrieren.

## Keine Judenfeindlichkeit in Kuba
Trotz der Versuche der faschistoiden ABC-Partei und der unbedeutenden Kubanischen Nazi-Partei (Partido Nazi Cubano), antijüdische Ressentiments im konservativ-katholischen Lager zu schüren, entwickelte sich im Kuba des 20. Jahrhunderts keine manifeste Judenfeindlichkeit.

## Das Entstehen aschkenasischer Gemeinden
Neben den schon seit kurz nach der spanischen Landnahme bestehenden sephardischen Gemeinden entstanden mit der west- und osteuropäischen Einwanderung auch aschkenasische Gemeinden, die bald das öffentliche jüdische Leben in Havanna bestimmten. Zusammen mit den nordamerikanischen Juden, die in Havanna lebten, wurde 1953 eine Dachorganisation – das Patronato de la Comunidad Hebrea de Cuba – gegründet.

## Kubanisches Judentum nach der Revolution von 1959
Nach den ersten Sozialreformen der kubanischen Revolution verließen viele Mitglieder der kubanischen Oberschicht, darunter auch wohlhabende Juden, Kuba und emigrierten in die USA. Das Zurückdrängen religiöser Einflüsse in den 1960er Jahren führte wie in allen Religionen auf Kuba auch zu einem Absterben des jüdischen Gemeindelebens, so dass häufig nicht einmal die notwendige Zahl der für einen Gottesdienst notwendigen Juden erreicht wurde.
Für die jüngste Renaissance jüdischen Lebens auf Kuba gibt es verschiedene Gründe:
- Erst mit der Wirtschaftskrise von 1993 entdeckten viele Kubaner jüdischer Herkunft wieder ihre Wurzeln und schlossen sich, mitunter auch nur um an der Verteilung von Lebensmitteln teilzuhaben, wieder den jüdischen Gemeinden an, die aus Kanada und den USA Unterstützung erhielten.
- Insgesamt lässt sich auf Kuba seit Mitte der 1990er Jahre ein Anwachsen religiöser Aktivitäten in allen Religionen feststellen. Auch die bis dahin streng atheistisch ausgerichtete Kommunistische Partei Kubas sieht im religiösen Bekenntnis seit einem Parteitagsbeschluss vom Oktober 1991 keinen Hinderungsgrund mehr für eine Mitgliedschaft.
- Während seit den 1960er Jahren die ethnische Herkunft in vielen Familien zugunsten einer Identifikation mit der kubanischen Nation in Vergessenheit geriet, lässt sich in den letzten Jahren ein zunehmendes Interesse an den eigenen „Wurzeln“ erkennen.

Im Rahmen der Restaurierung der Altstadt von Havanna unter der Leitung des Stadthistorikers Eusebio Leal werden auch jüdische Straßenbilder mit Geschäften und Einrichtungen wiederhergestellt.
Dies führte zu einer Wiederbelebung der Gemeinden. Heute gibt es etwa 1200 Menschen auf Kuba, die sich dem Judentum zurechnen. Der überwiegende Teil von ihnen lebt in Havanna. Dort ist der Sitz der gemeinsamen Repräsentation der jüdischen Gemeinden, der „Koordinierungskommission der jüdischen religiösen Gemeinschaften Kubas“, die auch für die internationalen Kontakte der Gemeinschaft zuständig ist.